# Denis Kokarev
Denis Sergeevič Kokarev (in russo Денис Серге́евич Кокарев?; Kalinin, 17 giugno 1985) è un hockeista su ghiaccio russo.

## Palmarès

### Mondiali
- 1 medaglia:
  - 1 oro (Finlandia/Svezia 2012)